# Vitel·logenina
La vitel·logenina és una proteïna precursora del rovell l'ou, i és habitual en les femelles ovípares abans de la posta. Es troba tant en vertebrats com en invertebrats. En els mascles aquesta hormona no és mai present, ja que aquests rarament ponen ous.